# 료청란
랴오청란(중국어: 廖城兰, 랴오청란, 8월 3일 ~ ) 혹은 재키 랴오(영어: Jacky Liew), 필명은 식공자(중국어: 食公子 스궁쯔[*])이고 말레이시아 미식 칼럼 작가, 미식 평론가, 국제 요리 경연 대회 심판이었고 말레이시아에서 미식가로 유명한 사람이다.

## 생애
랴오청란은 말레이시아에서 태어났고 본적은 중국 광둥성이다. 그는 유명한 미식가이자 작가이다. 《난양상보》(南洋商报) 전국 업무 전원을 역임했고 농업 학원 강사 및 집단 상담원 등 직무를 역임했다.
2008년에 그는 말레이시아의 투앙쿠 자파르에서 수여하는 제10회 사회우수봉사훈장을 수여받은 첫 번째 말레이시아 최고 통치권자의 대접을 받는 중국계 작가가 되었다.
동년 그는 세계미식가협회(Confrérie de la Chaîne des Rôtisseurs)에서 수여하는 "세계 미식 거장"이라는 휘장을 받았다. 2011년에는 중국 국제 세미나 우수 논문상을 획득하고.

## 미디어 생애
1996년, 그는 "랴오청란"이라는 이름으로 《풍미》(风味), 《사과》(苹果), 《여행가》(旅行家)에서 여행 음식 잡지를 작성했다.
2000년, 그는 "식공자"라는 이름으로 《풍채》(风采), 《미미풍채》(美味风采)에서 미식 평론을 작성했다.
2007년, 그는 음식 칼럼에 정치 원소가 포함되는 정치 평론을 집어넣었다.
2013년부터 지금까지 그는 데이터 과학을 연수해 왔으며 인터넷 기술을 응용해서 말레이시아 음식 평가 기준을 다시 정의했다.

## 서적 작품
2010년, 그는 출판하는 《믈라카주 프라나칸 요리》(중국어: 马六甲娘惹味)에서 처음으로 말레이시아 요리 계통은 말레이 제도에서 비롯한다는 개념을 제기하였다. 그리고 말레이시아 요리 계통의 사회 등급을 황실, 국가 전통 미식, 민간 요리 및 5대 사회 계층 원류로 삼등급으로 분류했다.